# جورج الكسندر
جورج الكسندر (بالألمانية: Georg Alexander)‏ (و. 1888 – 1945 م) هو ممثل، ومخرج سينمائي، ومنتج أفلام، من ألمانيا، ولد في هانوفر، توفي في برلين، عن عمر يناهز 57 عاماً.

## وصلات خارجية
- جورج الكسندر على موقع IMDb (الإنجليزية)
- جورج الكسندر على موقع ألو سيني (الفرنسية)
- جورج الكسندر على موقع ميوزك برينز (الإنجليزية)
- جورج الكسندر على موقع أول موفي (الإنجليزية)
- جورج الكسندر على موقع قاعدة بيانات الأفلام السويدية (السويدية)
- جورج الكسندر على موقع قاعدة بيانات الفيلم (الإنجليزية)
- جورج الكسندر على موقع كينوبويسك (الروسية)